# Kazbek Tasbajew
Kazbek Tasbajew (ros. Казбек Тасбаев, ur. 27 września?/10 października 1907 w aule nr 4 w obwodzie turgajskim, zm. 24 kwietnia 1993) – polityk Kazachskiej SRR.

## Życiorys
Początkowo pracował jako pastuch i robotnik rolny, później uczył się na kursach traktorzystów, w 1932 został członkiem WKP(b). W latach 1933–1935 uczył się w wyższej komunistycznej szkole rolniczej w Akmole, po czym został zastępcą dyrektora szkoły mechanizacji, w 1937 pełnił funkcję kolejno III sekretarza, II sekretarza i I sekretarza rejonowego komitetu partyjnego w obwodzie karagandyjskim, 1939-1940 uczył się w Wyższej Szkole Organizatorów Partyjnych przy KC WKP(b). W 1940 został kierownikiem Wydziału Organizacyjno-Instruktorskiego Komitetu Obwodowego Komunistycznej Partii (bolszewików) Kazachstanu w Kyzyłordzie, potem kierował w tym komitecie Wydziałem Rolnym, 1941-1942 był szefem sektora politycznego Obwodowego Oddziału Rolnego w Kyzyłordzie, a 1942-1943 zastępcą szefa Wydziału Politycznego Ludowego Komisariatu Rolnictwa Kazachskiej SRR. Od 1943 do 1947 był sekretarzem Komitetu Obwodowego KP(b)K ds. kadr, 1947-1948 uczył się w Wyższej Szkole Partyjnej przy KC KP(b)K, 1948-1951 był organizatorem odpowiedzialnym KC KP(b)K, a 1951-1952 II sekretarzem Wschodniokazachstańskiego Komitetu Obwodowego KP(b)K. W 1952 ukończył Wyższą Szkołę Partyjną przy KC WKP(b) i został przewodniczącym Komitetu Wykonawczego Akmolińskiej Rady Obwodowej, 1954-1958 był zastępcą przewodniczącego Komitetu Wykonawczego Pawłodarskiej Rady Obwodowej, 1958-1961 I sekretarzem Lebiażyńskiego Komitetu Rejonowego KPK (obwód pawłodarski), a 1961-1976 I zastępcą szefa Obwodowego Zarządu Zapasów/Produktów Zbożowych w Pawłodarze. Był deputowanym do Rady Najwyższej Kazachskiej SRR 3 kadencji. Odznaczono go dwoma Orderami Czerwonego Sztandaru Pracy i dwoma Orderami „Znak Honoru”.